# System Mannlicher

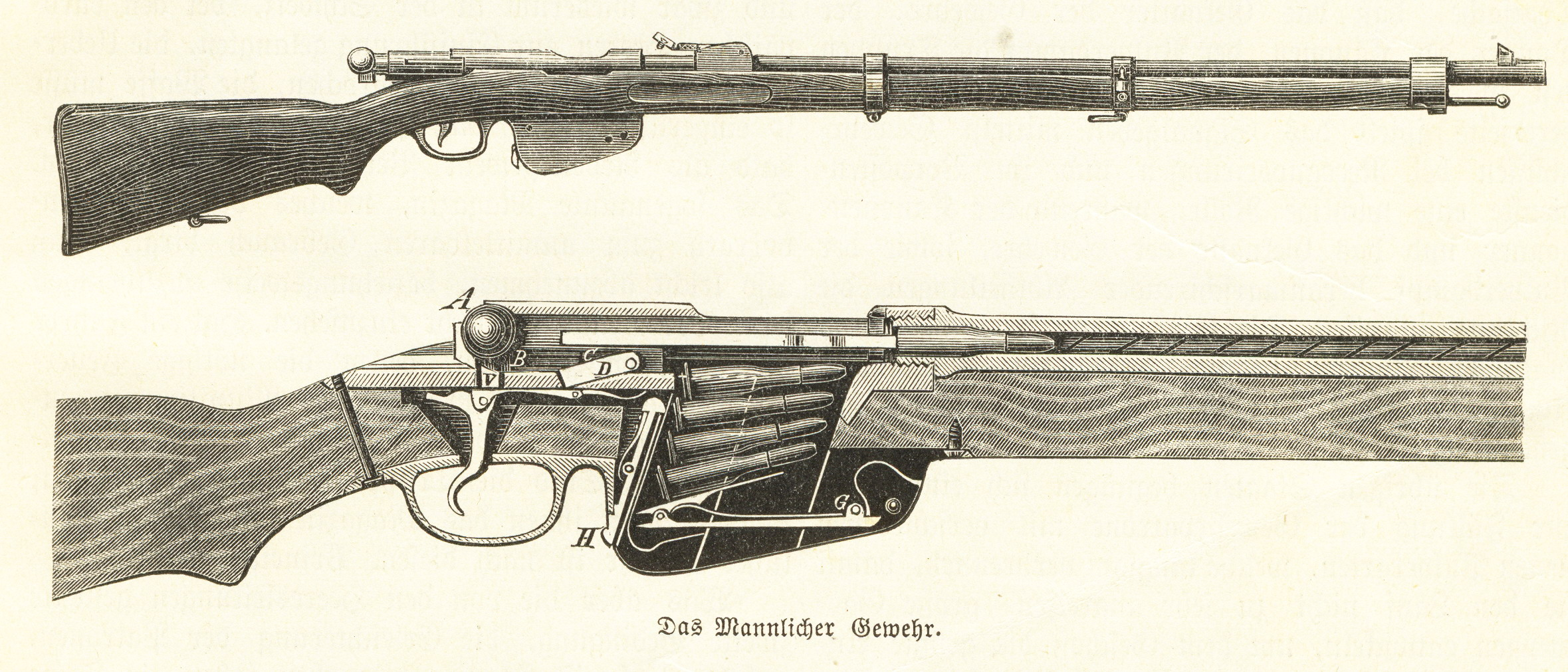
Mannlicher Mehrladegewehr mit Stützklappenverschluss

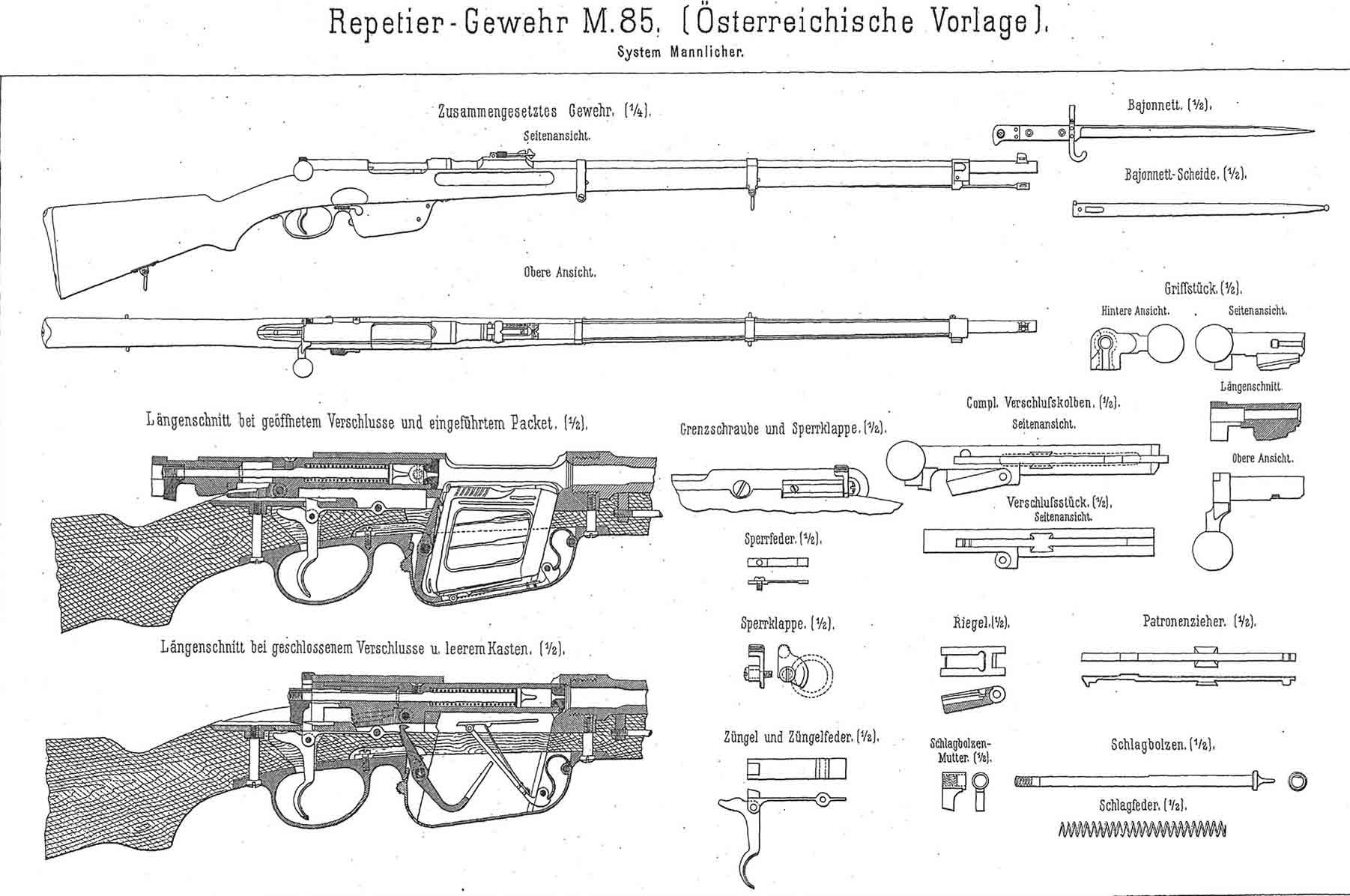
Übersicht über das M1885

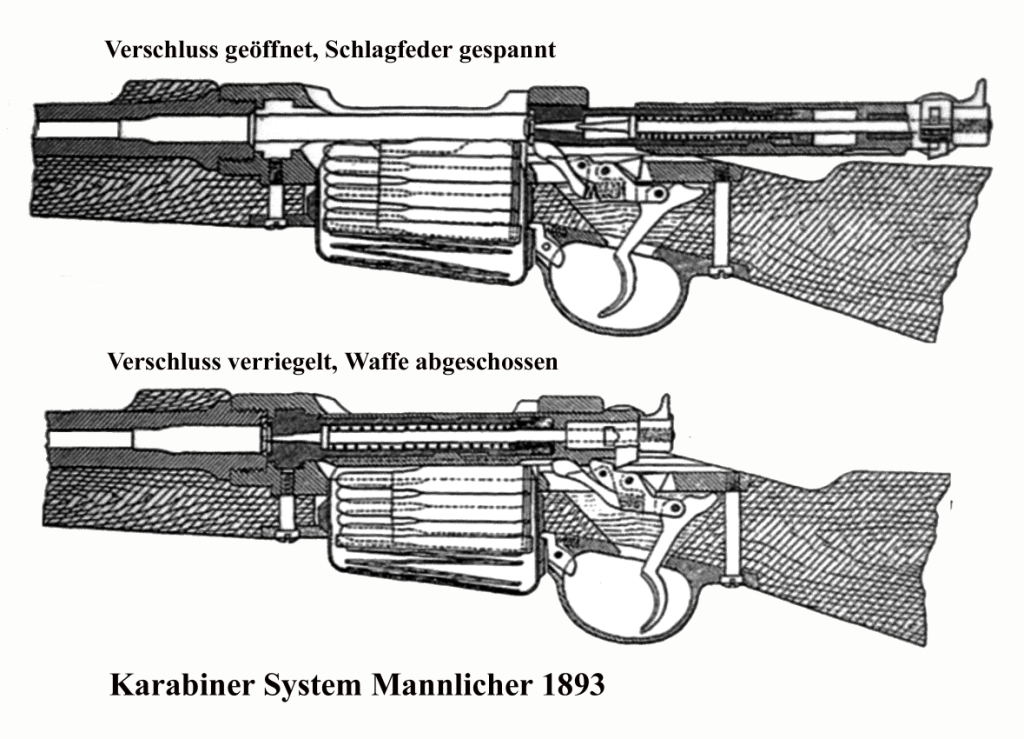
Mannlicher Drehkopfverschluss 1893

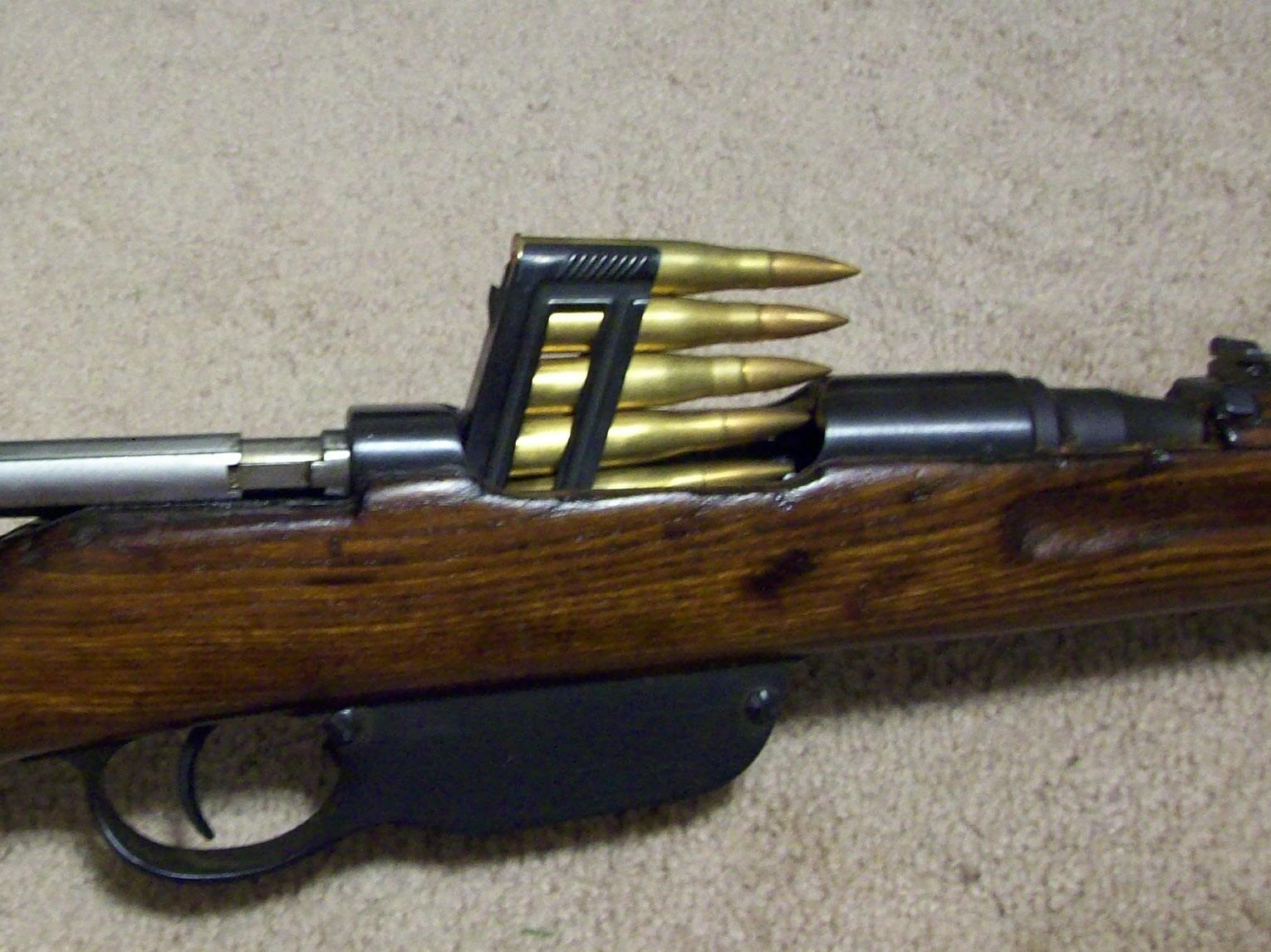
M95/30 beim Laden

Das System Mannlicher bezeichnet ein Verschlusssystem auf der Basis des Geradezugverschlusses sowie ein im Mittelschaft fest angebrachtes Kastenmagazin, bei dem die Patronen in einem Laderahmen aus dünnem Stahlblech geladen werden. Ferdinand Mannlicher war der namensgebende Erfinder dieses Systems, welches in Konkurrenz mit dem System Mauser stand.

## Geschichte
Ausgangspunkt der späteren Modelle war das von Mannlicher bei der Österreichischen Waffenfabriks-Gesellschaft (ÖWG) entwickelte Modell 1885 (M1885), das mit einigen Veränderungen als k.u.k. Ordonnanzgewehr Modell 1886 im Kaliber 11 mm eingeführt wurde. Bei diesen Waffen erfolgte die Verriegelung durch eine unten am Verschlusszylinder angebrachte Stützklappe, die sich in einem Widerlager im Verschlussgehäuse abstützte. Während der leergeschossene Laderahmen beim M1885 noch von Hand entfernt werden musste, fiel er beim M1886 nach dem Laden des letzten Schusses aus einer unten am Magazinkasten angebrachten Öffnung heraus.
Mit der Einführung von Patronen mit einem auf 8 mm reduzierten Kaliber und der Verwendung von rauchschwachem Pulver genügte die Rückhaltekraft des Stützklappenverschlusses nicht mehr. Bereits ab 1888 arbeitete Mannlicher an der Entwicklung eines Drehkopfverschlusses, kombiniert mit seinem Geradezugsystem. Das Resultat war der Mannlicherkarabiner Modell 1890 der Armee von Österreich-Ungarn.
Als weitere Verbesserung gilt das Mannlicher Modell 1895, welches Patronen mit rauchschwachem Pulver (Patrone 8 × 50 mm R und später 8 × 56 mm R) verwendete. Wie bei seinem Vorgänger von 1890 erfolgte die Verriegelung des Drehkopfverschlusses unmittelbar hinter dem Patronenlager.